# ホラヒメグモ
ホラヒメグモは、クモ目ホラヒメグモ科 (Nesticidae) のクモの総称。
ホラヒメグモは色彩変異が多彩で、幼体は他のクモの幼体とよく似る。秋から冬にかけては、他のクモも越冬のため枯葉に潜るので、カニミジングモやシモフリヒメグモなど、成体ではあまり似ているようには見えないクモと間違えることがよくある。見た目がコホラヒメグモ風のものは、都市部から高地まで各地のリターに普通で、モグラの生息孔なども利用していると思われる。
洞窟性のクモ（洞穴生物）の代表的なもので、全国各地の洞窟から発見されている。